# Paul Delesalle
Pour les articles homonymes, voir Delesalle.
Paul Delesalle, né le 29 juillet 1870 à Issy (Hauts-de-Seine) et mort le 8 avril 1948 à Palaiseau (Essonne), est un ouvrier ajusteur-mécanicien, libraire, journaliste et homme politique français.
Militant anarchiste puis dirigeant et théoricien syndicaliste révolutionnaire dans la période précédant la Première Guerre mondiale, il adhère au Parti communiste français (PCF) pour le quitter par la suite et rejoindre à la Section française de l'Internationale ouvrière (SFIO).

## Biographie

### Formation et militantisme
Maurice Paul Delesalle est le fils de Louis Célestin Victor Delesalle, mécanicien, et de Claire Colpin, couturière en robes. 

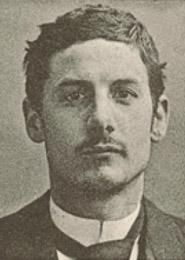
Paul Delesalle vers 1900.

Très jeune, il s’oriente vers l’anarchisme. Sa participation au mouvement libertaire, à Paris, est attestée à partir de 1891. En 1893, il adhère à la Chambre syndicale des ouvriers en instruments de précision de Paris. Il milita dans l'organisation syndicale. Proche de l'anarchiste Jean Grave, en 1897 il devient secrétaire adjoint de la Fédération des Bourses du travail, en même temps que secrétaire adjoint de la CGT. Il participe au congrès d'Amiens à l'écriture de la charte d'Amiens et est considéré comme un des fondateurs du syndicalisme révolutionnaire. 
À partir de 1907, Delesalle devient éditeur et il publiera de nombreux ouvrages et brochures syndicalistes et anarchistes jusqu'à sa mort. Il avait ouvert une librairie militante, rue Monsieur-le-Prince au Quartier Latin. Georges Sorel, qui fut son ami, s'y rendait souvent pour causer. 

### Retrait de la vie politique
Ébloui par la révolution russe, il adhère au Parti communiste à ses débuts, tout en restant syndicaliste révolutionnaire et libertaire, puis le quitte rapidement. En 1932, victime d'une crise dépressive, il vend sa librairie et se retire dans une modeste maison à Palaiseau, où, entouré de ses livres, il se consacre à des ouvrages d'histoire sociale.
De 1935 à 1944, il est adhérent de la SFIO.
L'historien français Jean Maitron lui a consacré une biographie intitulée Paul Delesalle. Le syndicalisme révolutionnaire (Éditions Ouvrières, 1952, 170 p ; nouvelle édition : Fayard, 1985, 207 p).
Sa sœur cadette, Marguerite Delesalle, fut une actrice de théâtre célèbre sous le nom de Monna Delza.

## Œuvres
- Georges Sorel, L'Humanité, 1er septembre 1922, texte intégral.
- Paris sous la Commune, Documents et souvenirs inédits, paris Bureau d'édition, 1937.
- Textes en ligne (en anglais) sur Libcom.

## Radio
- Rédaction, Enquête par Jean Maitron sur un ouvrier anarchiste à l’époque de Ravachol, Paul Delesalle, Les Nuits de France Culture, France Culture, 3 épisodes, avril/mai 2024, écouter en ligne.

## Notices
- Dictionnaire des anarchistes, « Le Maitron » : notice biographique, complétée par Guillaume Davranche .
- Colette Chambelland : notice « DELESALLE, Paul (DELESALLE, Paul, Maurice) », Le Maitron en ligne..
- L'Éphéméride anarchiste : notice biographique.
- Centre International de Recherches sur l'Anarchisme (Lausanne) : notice bibliographique.
- Musée social : notice bibliographique.